# Moře

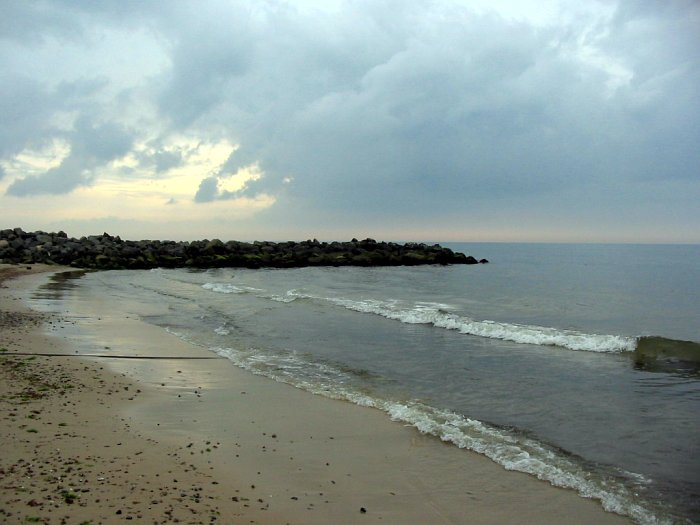
Pobřeží Severního moře u Lønstrupu v Dánsku

Moře je velká plocha slané či brakické vody, obvykle součást světového oceánu. Bývá větší než záliv, ale není to pravidlem a hranice mezi těmito pojmy není ostrá, často plyne spíše z tradice. Stejně tak se tradičně jako moře označují i některá jezera, zejména Kaspické moře a Mrtvé moře.
Podle míry propojení s oceánem se rozlišují moře okrajová a vnitřní. 
Okrajová moře jsou jen zčásti vymezena pevninou (pobřežím, ostrovy, souostrovími či poloostrovy) a nejméně na jedné straně volně přechází do oceánu, díky čemuž se od něj hydrologicky výrazně neliší – mají podobnou slanost, charakter dna, prochází jimi globální systém proudů apod. Jedná se o sektory vymezené do velké míry arbitrárně, ze zeměpisných či navigačních důvodů.
Vnitřní moře jsou naproti tomu jasně dána pevninou, která je z většiny nebo i skoro úplně obklopuje. Tato nebývají součástí globální cirkulace a jejich slanost a další vlastnosti závisí hlavně na místních podmínkách – vnitřní moře v horkých aridních oblastech (např. Rudé moře) mají slanost výrazně vyšší než průměr oceánu, naopak vnitřní moře v chladnějším podnebí s nízkým výparem a velkými říčními přítoky bývají slané mnohem méně než oceán (Baltské moře má jen asi desetinovou slanost). 
Mimořádně rozsáhlým vnitřním mořem je Středozemní moře, které má samo vlastní systém proudění a člení se na řadu vlastních okrajových i vnitřních moří.
Slanost (salinitu) mořské vody sledují oceánologové velice bedlivě, jelikož případné rychlé výkyvy množství soli ve sledovaných oblastech signalizují potenciální významné změny v mořských biotopech. Pro účely sledování a vyhodnocování slanosti se používají salinitní mapy generované přístroji zvanými solnografy, jejichž rozborem lze poměrně přesně predikovat změny mořské fauny a flóry.
Moře a oceány pokrývají celkem 361 milionů km², čili 71 % povrchu planety Země a jejich objem dosahuje 1 370 milionů km³ vody. Mořská voda tak představuje 96,5 % planetárního vodstva. Střední hloubka světového oceánu je přibližně 3 790 m.

## Seznam moří podle oceánů

### Atlantský oceán
- Baltské moře
- Irské moře
- Irmingerovo moře
- Kantaberské moře/Biskajský záliv
- Karibské moře
- Keltské moře
- Labradorské moře
- Sargasové moře
- Severní moře
- Středozemní moře
  - Alboránské moře
  - Baleárské moře/Katalánské moře
  - Černé moře
    - Azovské moře

  - Egejské moře
    - Krétské moře
    - Myrtské moře
    - Thrácké moře

  - Jaderské moře
  - Jónské moře
  - Levantské moře
  - Ligurské moře
  - Libyjské moře
  - Marmarské moře – propojuje Egejské s Černým
  - Tyrhénské moře

### Severní ledový oceán
- Baffinovo moře
- Barentsovo moře
- Beaufortovo moře
- Bílé moře
- Čukotské moře
- Grónské moře
- Karské moře
- Lincolnovo moře
- moře Laptěvů
- Norské moře
- Pečorské moře
- Východosibiřské moře
- Wandelovo moře/McKinleyovo moře

### Indický oceán
- Andamanské moře
- Arabské moře
- Davisovo moře
- Lakadivské moře
- Rudé moře

### Tichý oceán
- Arafurské moře
- Balijské moře
- Bandské moře
- Beringovo moře
- Bismarckovo moře/Novoguinejské moře
- Boholské moře/Mindanajské moře
- Camotské moře
- Celebeské moře
- Fidžijské moře
- Filipínské moře
- Floreské moře
- Halmaherské moře
- Jávské moře
- Japonské moře/Východní moře
- Jihočínské moře
- Korálové moře
- Korské moře
- Ochotské moře
- Pochajské moře
- Samarské moře
- Sawuské moře/Savuské moře
- Seramské moře
- Sibuyanské moře
- Suluské moře
- Šalomounovo moře
- Tasmanovo moře
- Timorské moře
- Visayské moře
- Vnitřní moře
- Východočínské moře
- Žluté moře

### Jižní oceán
- Amundsenovo moře
- Bellingshausenovo moře
- d'Urvillovo moře
- Lazarevovo moře
- Mawsonovo moře
- moře Kosmonautů
- moře Scotia
- moře Spolupráce
- Riiser-Larsenovo moře
- Rossovo moře
- Weddellovo moře

## Mimozemská moře
Takzvaná měsíční moře (latinsky maria, j. č. mare) jsou rozsáhlé čedičové pláně, pokrývající asi 16 % povrchu Měsíce, zejména na jeho přivrácené straně. Temné plochy, vytvořené kdysi rozsáhlými výlevy magmatu po dopadech meteoritů, považovali totiž první astronomové za skutečná moře, podobná těm pozemským. Dnes už na tuto představu upomínají jen tradiční latinská pojmenování měsíčních „moří“, „oceánů“ a „zálivů“. Kupříkladu oblast, kde 20. července 1969 přistála výprava Apolla 11 nese název Mare Tranquillitatis – „Moře Klidu“. Analogicky se jako moře označují podobné temnější oblasti na povrchu Merkuru a Marsu.
Rozsáhlé kapalné oblasti čpavku (jezera a moře) byly objeveny na povrchu Saturnova měsíce Titanu.